# Drones (film, 2013)
Pour les articles homonymes, voir Drone (homonymie).
Pour plus de détails, voir Fiche technique et Distribution.
Drones est un film américain réalisé par Rick Rosenthal et sorti le 27 juin 2014.

## Synopsis
Deux pilotes d'un drone de combat, installés dans Creech Air Force Base (en) au Nevada, sont chargés de décider du sort d'un supposé terroriste, localisé quelque part en Afghanistan, sur la simple pression d'un bouton. L'action se jouant en temps réel et la fenêtre de tir se réduisant, les personnages se demandent au fur et à mesure quelles sont les véritables raisons de l'attaque mortelle ordonnée.

## Fiche technique
- Titre : Drones
- Réalisation : Rick Rosenthal
- Scénario : Matt Witten
- Direction artistique : Aidan FioRito
- Photographie : Noah Rosenthal
- Distribution des rôles : Jennifer Ricchiazzi
- Décors : Michael Fitzgerald
- Costumes : Mirren Gordon-Croizier
- Maquillage : Elisabeth Fry
- Montage : Michelle Witten
- Musique : Cody Westheimer
- Production : Rick Rosenthal, Matt Witten, James C. Hart et Nick Morton
- Co-production : M. Elizabeth Hughes, Nathan Kelly et Bert Kern
- Sociétés de production : Khaos Digital et Whitewater Films
- Genre : thriller
- Pays : États-Unis
- Langue : anglais
- Durée : 82 minutes
- Dates de sortie :
  -  États-Unis : 27 juin 2014 (sortie limitée et VOD)[1],[2]
  -  France : 29 avril 2015 (directement en vidéo)[3]

## Distribution
- Matt O'Leary : Jack Bowles
- Eloise Mumford : Sue Lawson
- Whip Hubley : Colonel Wallace
- William Russ : General Lawson
- Amir Khalighi : Mahmoud Khalil

## Sortie et accueil
Drones est présenté en première Festival de Londres le 19 octobre 2013, suivi d'une diffusion au Austin Film Festival une semaine plus tard. Le film est relativement mal accueilli par la critique, recueillant 33% d'opinions favorables sur le site Rotten Tomatoes, pour une moyenne de 4,9⁄10 et six critiques collectés.